# Paraje Nuevo
Paraje Nuevo är en ort i Mexiko.   Den ligger i kommunen Amatlán de los Reyes och delstaten Veracruz, i den sydöstra delen av landet, 250 km öster om huvudstaden Mexico City. Paraje Nuevo ligger 661 meter över havet och antalet invånare är 4 190.
Terrängen runt Paraje Nuevo är kuperad åt nordväst, men åt sydost är den platt. Runt Paraje Nuevo är det tätbefolkat, med 570 invånare per kvadratkilometer. Närmaste större samhälle är Córdoba, 6,9 km väster om Paraje Nuevo. Trakten runt Paraje Nuevo består till största delen av jordbruksmark.